# 하남 동사지
하남 동사지(河南 桐寺址)는 대한민국 경기도 하남시 춘궁동의 옛 절인 동사가 있던 절터이다. 발굴 당시‘동사(桐寺)’라는 글씨를 새긴 기와가 나와 이 절의 이름이 동사였음을 알 수 있었다. 1991년 8월 24일 대한민국의 사적 제352호 하남춘궁동동사지로 등록되었고, 2011년 7월 28일 하남 동사지로 명칭이 변경되었다.

## 같이 보기
- 하남 동사지 오층석탑 - 보물 제12호
- 하남 동사지 삼층석탑 - 보물 제13호